# Испано-марокканское акционерное общество воздушного транспорта
Испано-марокканское акционерное общество воздушного транспорта — подразделение немецких люфтваффе, принимавшее участие в гражданской войне в Испании.

## Предшествующие события
Изначально, мятежники планировали использовать для переброски своих войск самолёты испанских ВВС, которые находились на аэродроме в Тетуане, однако командир аэродрома майор Рикардо де ла Пуэнте Баамонде сохранил верность Испанской республике и по его приказу все находившиеся на аэродроме самолёты были уничтожены. После того, как франкисты установили контроль над аэродромом, Баамонде был убит.
Представители Франко Luis Bolin и Luca de Tena передали Муссолини письмо с просьбой Франко о предоставлении самолётов, и он предоставил франкистам 20 самолётов «савойя-маркетти». 19 июля 1936 года франкисты начали переброску войск из Африки в Испанию на итальянских самолётах, однако их количество оказалось недостаточным для обеспечения деятельности «воздушного моста».
После этого, Франко написал Гитлеру письмо с просьбой предоставить дополнительное количество самолётов, которое вручил ортгруппенфюреру НСДАП в Мадриде А. Лангенгейму. Лангенгейм и Бернгардт на самолёте доставили письмо в Германию, после чего письмо было вручено Р. Гессу, который счёл необходимым ознакомить с ним Гитлера.
25 июля 1936 года Гитлер ознакомился с содержанием письма и распорядился удовлетворить просьбу Франко о предоставлении самолётов, решение об отправке самолётов поддержал также Г. Геринг, который считал желательным «испытать в Испании немецкую авиацию», однако представитель министерства иностранных дел Германии Г. Дикгоф рекомендовал не предоставлять помощь открыто, «поскольку такие действия могут иметь серьёзные последствия для рейха».
Испанский военный атташе в Берлине предложил оформить сделку о покупке Испанией у немецких частных фирм «нескольких транспортных самолётов большой вместимости».

## История
26 июля 1936 года с целью координации всех действий по оказанию помощи франкистам при имперском министерстве авиации был создан особый штаб «W» (Sonderstab W) во главе с генералом авиации Гельмутом Вильбергом, который занимался вопросами переброски в Испанию военной техники, специалистов, оружия и иных грузов.
Для переброски войск генерала Ф. Франко из Испанского Марокко в Андалусию при особом штабе «W» было создано специальное авиационное подразделение, получившее условное наименование «Испано-марокканское акционерное общество воздушного транспорта», которое возглавили отставной капитан Шееле и обер-лейтенант люфтваффе барон Рудольф фон Моро.

Силы Испанского Иностранного легиона ожидают приказа на погрузку в германский Ю-52. Тетуан, 1936

Из Германии в распоряжение Франко были отправлены 85 человек лётного персонала люфтваффе, 20 новых транспортных самолётов Ju-52c и шесть истребителей He-51. 31 июля 1936 первая группа немцев прибыла в Тетуан, в начале августа 1936 года сосредоточение было завершено.
До 15 сентября 1936 подразделение перебросило из Северной Африки в Испанию 12,5 тысяч солдат, 35 полевых орудий, 100 станковых пулемётов и 134 тонны боеприпасов. За всё время операции (получившей условное наименование «Волшебный огонь») подразделение не имело потерь в личном составе и авиатехнике.
В дальнейшем, в связи с увеличением немецкого присутствия в Испании необходимость тщательного соблюдения конспирации стала неактуальной (10 августа 1936 года испанская газета «Claridad» опубликовала фотоснимки немецких самолётов со свастикой, позднее информация о наличии у франкистов немецких самолётов была опубликована и в других печатных изданиях), и авиационное подразделение было включено в состав легиона «Кондор».
Гитлер так оценил их значение: «Франко должен воздвигнуть памятник Ю 52. Этому самолёту обязана победа революции в Испании».

## Результаты
Хотя организация и обеспечение деятельности подразделения потребовали от Германии дополнительных расходов (изначально не предусмотренных бюджетом на 1936 год), деятельность подразделения позволила получить ценный тактический (переброска войск Франко из Испанского Марокко в 1936 году стала первым в истории войн случаем применения транспортной авиации для транспортировки настолько крупных сил пехоты) и технический опыт.